# Cyamus erraticus
Cyamus erraticus is een vlokreeftensoort uit de familie van de Cyamidae. De wetenschappelijke naam van de soort is voor het eerst geldig gepubliceerd in 1834 door Roussel de Vauzème.